# Bussaco (São Tomé)
Bussaco ist ein Berg auf São Tomé und Príncipe.

## Geographie
Der Bussaco ist ein Ausläufer der zentralen Bergkette auf São Tomé oberhalb der Ostküste der Insel. Im Umfeld liegt die Ortschaft Guegue Norte. Der Bergsporn ist bewaldet. Im Osten schließt sich der Pedroma an und im Westen der Catraio.